# Liste der Einträge im National Register of Historic Places im Marshall County (Tennessee)
Diese Liste der Einträge im National Register of Historic Places im Marshall County (Tennessee) enthält alle im Marshall County, Tennessee in das National Register of Historic Places eingetragenen Gebäude, Bauwerke, Objekte, Stätten oder historischen Distrikte.
Diese Liste entspricht dem Bearbeitungsstand des National Park Service/National Register of Historic Places vom 4. Oktober 2024.

## Legende
| NRHP | Historic Place             |
| HD   | National Historic District |

## Aktuelle Einträge
| [ 2 ] | Name                                          | Bild                                          | Eintragsdatum                  | Lage                                                                           | Ort          | Beschreibung |
| ----- | --------------------------------------------- | --------------------------------------------- | ------------------------------ | ------------------------------------------------------------------------------ | ------------ | ------------ |
| 1     | Joe Chase Adams House                         | Joe Chase Adams House                         | 2. Dez. 1993 ID-Nr. 93001354   | 327 E. Church St. 35° 26′ 59″ N, 86° 47′ 2″ W                                  | Lewisburg    |              |
| 2     | Baird-Welch House                             | Baird-Welch House                             | 21. März 1985 ID-Nr. 85000621  | Water Street 35° 21′ 43″ N, 86° 50′ 18″ W                                      | Cornersville |              |
| 3     | Bear Creek Cumberland Presbyterian Church     | Bear Creek Cumberland Presbyterian Church     | 28. März 1985 ID-Nr. 85000667  | Bear Creek Road 35° 25′ 23″ N, 86° 55′ 55″ W                                   | Mooresville  |              |
| 4     | Belfast Railroad Depot                        | weitere Bilder                                | 9. Aug. 1984 ID-Nr. 84003606   | U.S. Route 431 35° 25′ 12″ N, 86° 42′ 7″ W                                     | Belfast      |              |
| 5     | Berlin Historic District                      |                                               | 30. Aug. 1984 ID-Nr. 84003609  | U.S. Route 431 35° 31′ 36″ N, 86° 49′ 50″ W                                    | Berlin       |              |
| 6     | Joseph Brittain House                         | Joseph Brittain House                         | 17. März 1997 ID-Nr. 97000241  | an der Straßenkreuzung der Thick und Sweeney Rds. 35° 40′ 44″ N, 86° 43′ 45″ W | Thick        |              |
| 7     | Chapel Hill Cumberland Presbyterian Church    | Chapel Hill Cumberland Presbyterian Church    | 30. Aug. 1985 ID-Nr. 85001897  | 302 N. Horton Parkway 35° 37′ 46″ N, 86° 41′ 27,9″ W                           | Chapel Hill  |              |
| 8     | Confederate Cemetery Monument                 | Confederate Cemetery Monument                 | 11. Juli 2001 ID-Nr. 01000731  | 2279 TN-64 35° 29′ 54″ N, 86° 41′ 53″ W                                        | Lewisburg    |              |
| 9     | Cornersville Methodist Episcopal Church South | Cornersville Methodist Episcopal Church South | 15. Apr. 1982 ID-Nr. 82003991  | 100 S. Mulberry St. 35° 21′ 43″ N, 86° 50′ 29″ W                               | Cornersville |              |
| 10    | Dixie Theatre                                 |                                               | 28. Okt. 2021 ID-Nr. 100007126 | 110 West Church St. 35° 27′ 0,4″ N, 86° 47′ 17,9″ W                            | Lewisburg    |              |
| 11    | Ewing Farm                                    | Ewing Farm                                    | 5. Apr. 1984 ID-Nr. 84003612   | 1498 New Columbia Hwy. 35° 28′ 47″ N, 86° 47′ 58″ W                            | Lewisburg    |              |
| 12    | Fitzpatrick House                             | Fitzpatrick House                             | 26. Aug. 1982 ID-Nr. 82003992  | 810 Fitzpatrick Rd. 35° 26′ 30″ N, 86° 54′ 54″ W                               | Culleoka     |              |
| 13    | Nathan Bedford Forrest Boyhood Home           | Nathan Bedford Forrest Boyhood Home           | 13. Juli 1977 ID-Nr. 77001280  | 1435 Dean Road 35° 38′ 25″ N, 86° 45′ 2″ W                                     | Chapel Hill  |              |
| 14    | Robert C. Harris House                        | Robert C. Harris House                        | 27. Jan. 1983 ID-Nr. 83003051  | 3107 Old Columbia Rd. 35° 30′ 7,9″ N, 86° 52′ 29″ W                            | South Berlin |              |
| 15    | Ladies Rest Room                              | Ladies Rest Room                              | 29. Nov. 1995 ID-Nr. 95001380  | 105 1st Ave., N. 35° 26′ 45″ N, 86° 46′ 57″ W                                  | Lewisburg    |              |
| 16    | Lillard’s Mill Hydroelectric Station          | Lillard’s Mill Hydroelectric Station          | 20. Apr. 1990 ID-Nr. 89002370  | Milltown Rd. Boat Ramp am Duck River 35° 34′ 59″ N, 86° 46′ 48″ W              | Milltown     |              |
| 17    | Palmetto Farm                                 | Palmetto Farm                                 | 28. März 1985 ID-Nr. 85000675  | 2935 Shelbyville Hwy. State Route 64 35° 29′ 31,2″ N, 86° 39′ 49″ W            | Bedford      |              |
| 18    | Presbyterian Church, U.S.A.                   | Presbyterian Church, U.S.A.                   | 27. Nov. 2019 ID-Nr. 100004693 | 300 Water St. 35° 27′ 3,6″ N, 86° 47′ 24,7″ W                                  | Lewisburg    |              |
| 19    | Swaim House                                   | Swaim House                                   | 12. Juli 1984 ID-Nr. 84003613  | 200 N. Horton Parkway 35° 37′ 40,5″ N, 86° 41′ 33″ W                           | Chapel Hill  |              |
| 20    | J.C. Tate General Merchandise Store           | J.C. Tate General Merchandise Store           | 12. Juli 1978 ID-Nr. 78002608  | 1515 Fishing Ford Rd. 35° 25′ 11″ N, 86° 42′ 10″ W                             | Belfast      |              |
| 21    | Valley Farm                                   | Valley Farm                                   | 5. Apr. 1984 ID-Nr. 84003616   | 1892 Cornersville Highway 35° 23′ 28″ N, 86° 49′ 11″ W                         | Cornersville |              |
| 22    | Verona Methodist Episcopal Church, South      | Verona Methodist Episcopal Church, South      | 7. Nov. 1985 ID-Nr. 85002755   | 724 John Lund Rd. 35° 31′ 46″ N, 86° 46′ 21″ W                                 | Lewisburg    |              |
| 23    | WJJM Radio Station and Tower                  | WJJM Radio Station and Tower                  | 10. Juli 2017 ID-Nr. 100001304 | 344 E Church St. 35° 27′ 0,6″ N, 86° 47′ 1″ W                                  | Lewisburg    |              |